# Лузитанија
Лузитанија (лат. Lusitania) је била римска провинција на Пиринејском полуострву. Обухватала је подручје данашње Португалије јужно од реке Дуеро и шпанску покрајину Екстремадуру.
Главни град је била Емерита Августа (Emerita Augusta), данашњи Мерида у Шпанији.
Провинција је постојала од 27. године п.н.е до 891. године н.е. Лузитанија је латински назив за Португалију.